# Liste der Kulturdenkmale in List auf Sylt
In der Liste der Kulturdenkmale in List sind alle Kulturdenkmale der schleswig-holsteinischen Gemeinde List auf Sylt (Kreis Nordfriesland) und ihrer Ortsteile aufgelistet (Stand: 10. März 2025).

## Legende
In den Spalten befinden sich folgende Informationen:
- Objekt-ID: die Nummer des Kulturdenkmales
- Lage: die Adresse des Kulturdenkmales und die geographischen Koordinaten. Kartenansicht, um Koordinaten zu setzen. In der Kartenansicht sind Kulturdenkmale ohne Koordinaten mit einem roten Marker dargestellt und können in der Karte gesetzt werden. Kulturdenkmale ohne Bild sind mit einem blauen Marker gekennzeichnet, Kulturdenkmale mit Bild mit einem grünen Marker.
- Offizielle Bezeichnung: Bezeichnung des Kulturdenkmales
- Beschreibung: die Beschreibung des Kulturdenkmales
- Bild: ein Bild des Kulturdenkmales

## Mehrheit von baulichen Anlagen
| Objekt-ID      | Lage | Offizielle Bezeichnung   | Beschreibung | Bild            |
| -------------- | --- | ------------------------ | --- | --------------- |
| 29956 Wikidata | Am Brünk 1, 2-6, Landwehrdeich 1-5, 2-6, 7-13, 8-12, 14-18, 15-21, 20-26, 23-29, 28-34, 31-37, 36-40, 39-45, 42-46, 47-53, 48-52, 54-60, 55-61, 63-71, 73-77 (55° 1′ 14″ N, 8° 25′ 30″ O) | Siedlung Landwehrdeich   | Siedlung Landwehrdeich; 1938; im Zusammenhang mit dem Seefliegerhorst List beidseitig der Straße errichtete Wohnsiedlung und Schule, Familienunterkünfte für Offiziere und zivile Beschäftigte und Ledigenheim, eingeschossige 3-5 Familien-Reihenhäuser, gleichförmige Backsteinbauten in Traufstellung mit Satteldächern, reduzierte Bauzier in schlichten Formen des Heimatschutzstils; Schule mit Turnhalle 1935 ursprünglich für 8 Klassen angelegt, zweigeschossiger Backsteinbau mit Satteldächern auf winkelförmigem Grundriss - Begründung: geschichtlich, städtebaulich - Schutzumfang: ehem. Schule / Rathaus (Landwehrdeich 1-5), ehem. Ledigenheim (Am Brünk 1), Reihenhäuser (Am Brünk 2-6, Landwehrdeich 2-6, 7- 13, 8-12, 14-18, 15-21, 20-26, 23-29, 28-34, 31-37, 36-40, 39-45, 42-46, 47-53, 48-52, 54-60, 55-61, 63-71, 73-77) | Fotos hochladen |
| 29957 Wikidata | Mövenbergstraße 2, 4, 6, 8, 10, 12, 14, 16, 18, 20, 22, 24, 26, 28, 30, 32, 34, 36, 38, 40, 42, 44, 46, 48, 50, 52, 54, 56, 58, 60, 62, 64, 66, 68 (55° 1′ 13″ N, 8° 25′ 15″ O)           | Siedlung Mövenbergstraße | Siedlung Mövenbergstaße; um 1938; im Zusammenhang mit dem Seefliegerhorst List an der Westseite der geschwungenen Straße errichtete Wohnsiedlung, Familienunterkünfte für Offiziere und zivile Beschäftigte, eingeschossige 2-Familien-Reihenhäuser mit niedrigen verbindenden Wirtschaftsbauten, gleichförmige Backsteinbauten in Traufstellung mit Satteldächern, reduzierte Bauzier in schlichten Formen des Heimatschutzstils. Das Mauerwerk ist im Märkischen Verband errichtet und hat einfache Gesimse entlang der Traufkante, im Dach polygonale Schleppgauben - Begründung: geschichtlich, städtebaulich - Schutzumfang: Kettenhäuser Mövenbergstraße 2, 4, 6, 8, 10, 12, 14, 16, 18, 20, 22, 24, 26, 28, 30, 32, 34, 36, 38, 40, 42, 44, 46, 48, 50, 52, 54, 56, 58, 60, 62, 64, 66, 68 mit Informationswand                             | BW              |

## Bauliche Anlagen
| Objekt-ID      | Lage                                              | Offizielle Bezeichnung                           | Beschreibung | Bild                             |
| -------------- | ------------------------------------------------- | ------------------------------------------------ | --- | -------------------------------- |
| 2469 Wikidata  | Alte Dorfstraße 22 (55° 1′ 18″ N, 8° 25′ 48″ O)   | „Hus Bi De Brünk“                                | Alteintragung (Aktualisierung vorgesehen) - Begründung: geschichtlich, städtebaulich - Schutzumfang: gesamtes Objekt - Denkmaltyp: Bauliche Anlage | Fotos hochladen                  |
| 2470 Wikidata  | Alte Dorfstraße 24 (55° 1′ 18″ N, 8° 25′ 46″ O)   | Uthländisches Haus                               | Alteintragung (Aktualisierung vorgesehen) - Begründung: Alteintragung (Aktualisierung vorgesehen) - Schutzumfang: Alteintragung (Aktualisierung vorgesehen) - Denkmaltyp: Bauliche Anlage | BW                               |
| 9023 Wikidata  | Ellenbogen (55° 3′ 10″ N, 8° 24′ 5″ O)            | Leuchtturm „List West“                           | Alteintragung (Aktualisierung vorgesehen) - Begründung: Alteintragung (Aktualisierung vorgesehen) - Schutzumfang: Alteintragung (Aktualisierung vorgesehen) - Denkmaltyp: Bauliche Anlage | weitere Fotos \| Fotos hochladen |
| 9024 Wikidata  | Ellenbogen (55° 2′ 58″ N, 8° 26′ 37″ O)           | Leuchtturm „List Ost“                            | Alteintragung (Aktualisierung vorgesehen) - Begründung: Alteintragung (Aktualisierung vorgesehen) - Schutzumfang: Alteintragung (Aktualisierung vorgesehen) - Denkmaltyp: Bauliche Anlage | weitere Fotos \| Fotos hochladen |
| 2535 Wikidata  | Kirchenweg 5 (55° 1′ 14″ N, 8° 25′ 48″ O)         | Wohnhaus                                         | Alteintragung (Aktualisierung vorgesehen) - Begründung: geschichtlich, städtebaulich - Schutzumfang: gesamtes Objekt - Denkmaltyp: Bauliche Anlage | BW                               |
| 2534 Wikidata  | Kirchenweg (55° 1′ 10″ N, 8° 25′ 50″ O)           | Kirche St. Jürgen                                | Alteintragung (Aktualisierung vorgesehen) - Begründung: geschichtlich, künstlerisch, städtebaulich - Schutzumfang: gesamtes Objekt - Denkmaltyp: Bauliche Anlage | weitere Fotos \| Fotos hochladen |
| 29960 Wikidata | Landwehrdeich 1 – 5 (55° 1′ 6″ N, 8° 25′ 19″ O)   | Ehemalige Schule / Rathaus                       | Ehemalige Schule und Rathaus; 1935; Schule mit Turnhalle ursprünglich für 8 Klassen angelegt, zweigeschossiger Backsteinbau mit Satteldächern auf winkelförmigem Grundriss - Begründung: geschichtlich, städtebaulich - Schutzumfang: gesamtes Objekt - Denkmaltyp: Bauliche Anlage, Mehrheit von baulichen Anlagen: Siedlung Landwehrdeich | BW                               |
| 19961 Wikidata | Listlandstraße (55° 1′ 6″ N, 8° 25′ 29″ O)        | Marineversorgungsschule: Schwimm- und Sporthalle | Alteintragung (Aktualisierung vorgesehen) - Begründung: Alteintragung (Aktualisierung vorgesehen) - Schutzumfang: Alteintragung (Aktualisierung vorgesehen) - Denkmaltyp: Bauliche Anlage | BW                               |
| 19962 Wikidata | Werner-Schöne-Straße (55° 0′ 48″ N, 8° 25′ 35″ O) | Offiziersheim                                    | Alteintragung (Aktualisierung vorgesehen) - Begründung: Alteintragung (Aktualisierung vorgesehen) - Schutzumfang: Alteintragung (Aktualisierung vorgesehen) - Denkmaltyp: Bauliche Anlage | BW                               |

## Ehemalige Kulturdenkmale
| Objekt-ID      | Lage                                         | Offizielle Bezeichnung   | Beschreibung | Bild                                    |
| -------------- | -------------------------------------------- | ------------------------ | ------------ | --------------------------------------- |
| 2517 Wikidata  | Frischwassertal (55° 0′ 44″ N, 8° 25′ 22″ O) | Mannschaftsgebäude West  |              | BW                                      |
| 2518 Wikidata  | Frischwassertal ()                           | Mannschaftsgebäude Mitte |              | Direkt Bild zu diesem Denkmal hochladen |
| 2519 Wikidata  | Frischwassertal ()                           | Mannschaftsgebäude Ost   |              | Direkt Bild zu diesem Denkmal hochladen |
| 19963 Wikidata | Werner-Schöne-Straße ()                      | Mannschaftsgebäude       |              | Direkt Bild zu diesem Denkmal hochladen |

## Quelle
- Liste der Kulturdenkmale in Schleswig-Holstein – Kreis Nordfriesland (PDF)

- Karte mit allen Koordinaten:
- OSM |
- WikiMap